# General Motors of Canada

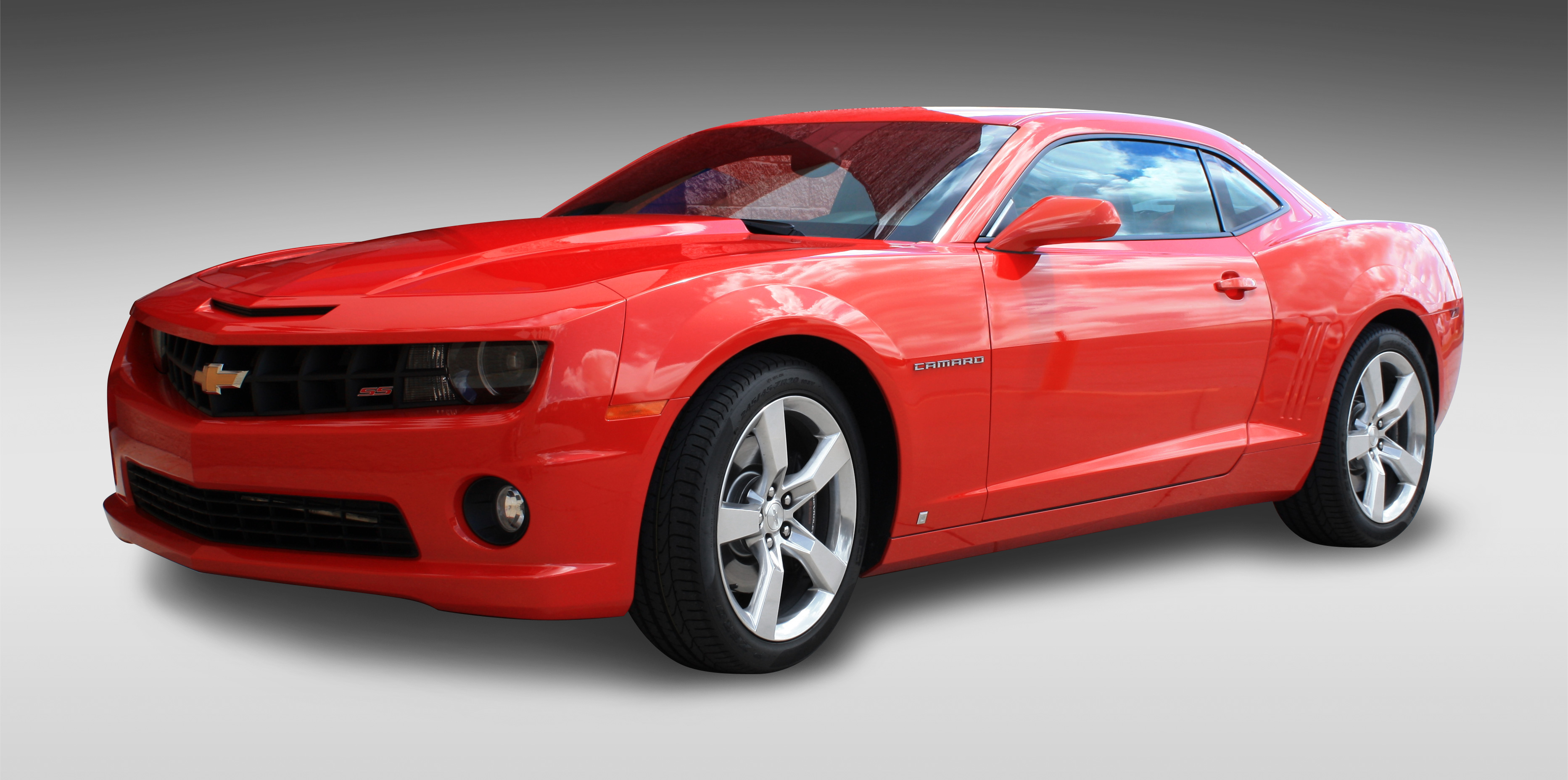
Chevrolet Camaro Modelljahr 2010 wird in Oshawa produziert

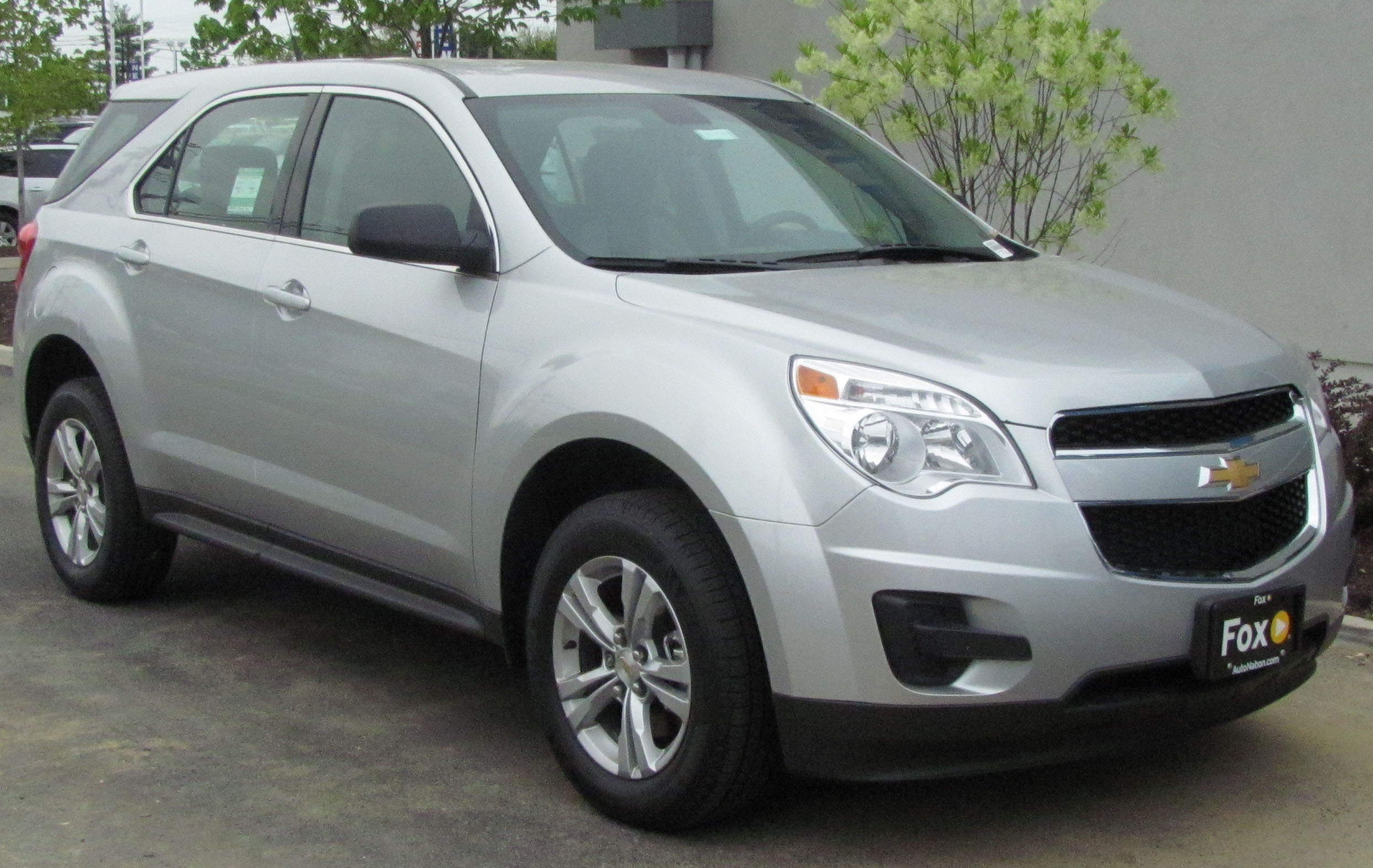
Chevrolet Equinox Modelljahr 2010

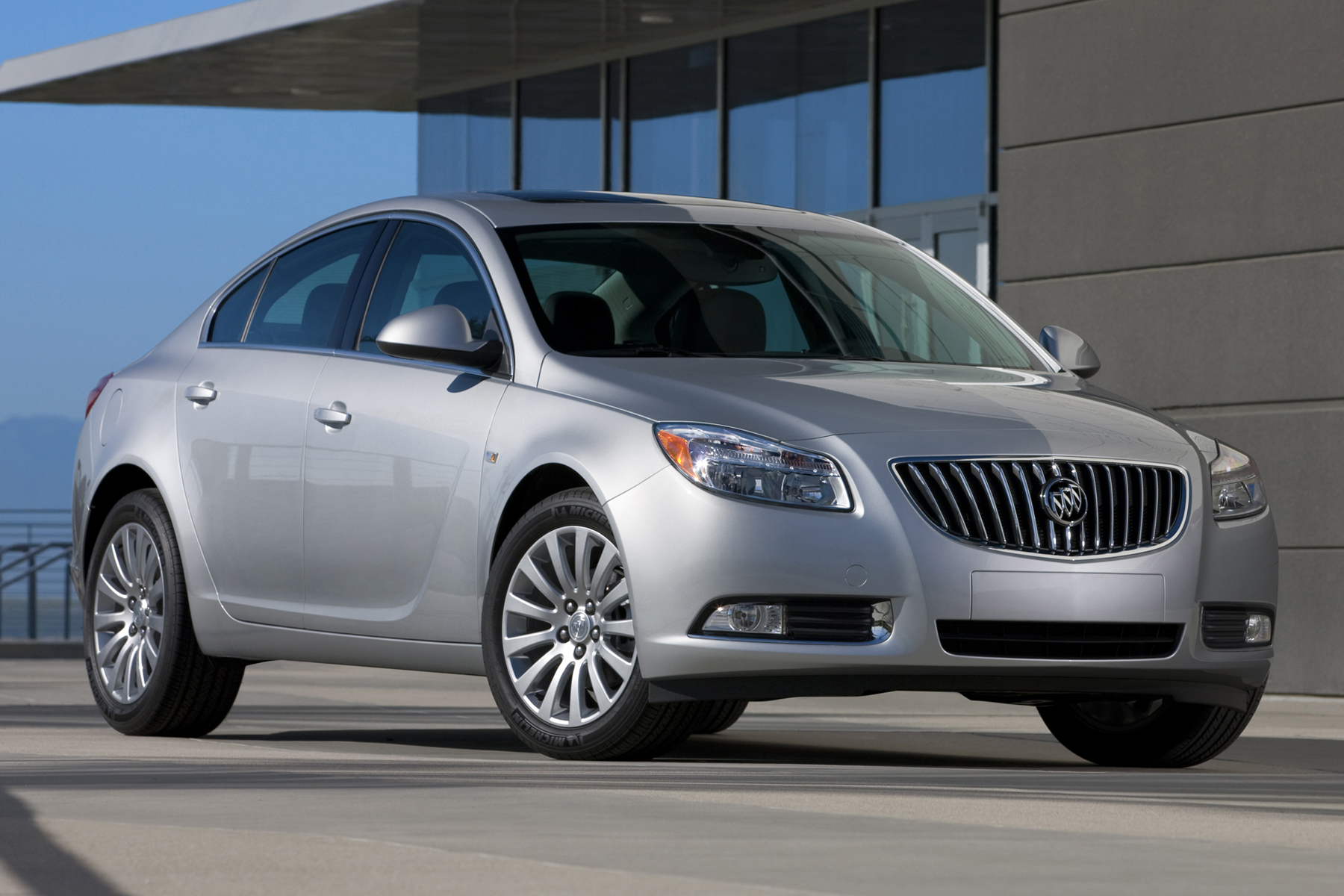
Buick Regal Modelljahr 2011

General Motors of Canada ist ein Tochterunternehmen der General Motors Company in Detroit (USA). Der Hauptsitz des Unternehmens befindet sich in Oshawa am Ontariosee. Das Unternehmen beschäftigt über 23.000 Mitarbeiter an mehreren Produktionsstandorten in Kanada. Die Fahrzeuge werden für den nordamerikanischen Markt sowie teilweise für den Export in andere Länder produziert.

## Geschichte
GM of Canada wurde im Jahre 1918 durch die Übernahme des kanadischen Automobilherstellers, McLaughlin Motor Car Co., welches seit dem Jahre 1907 Fahrzeuge in Kanada produziert hat, gegründet. Die Fahrzeuge basierten auf dem Buick F Model, der geringe Abweichungen zur US-amerikanischen Version aufwies. Nach der kompletten Übernahme von McLaughlin Motor Car durch General Motors wurde General Motors of Canada gegründet. Das Unternehmen operiert als eine 100-prozentige Tochter der General Motors Company. 1989 wurde der neue Hauptsitz von General Motors of Canada am Ontariosee eröffnet. Dieser befindet sich am Ontario Highway 401 und verfügt über ein Atrium, in dem große Displays die aktuelle Fahrzeugmodelle ausstellen. 2001 wurde das GMC Canadian Regional Engineering Centre eröffnet. Es ist vor allem für die Entwicklung der Fahrzeuge zuständig, die in Kanada produziert werden. Im Jahr 2009 wurden die Produktionswerke in Oshawa, Ontario, von J.D. Power and Associates, mit den Silver Plant Quality Award ausgezeichnet.

## Produktionsstandorte
In diesen Werken werden aktuell Fahrzeuge produziert:
| Werk                               | Standort                            | Jahr der Eröffnung | Anmerkungen |
| ---------------------------------- | ----------------------------------- | ------------------ | --- |
| CAMI Automotive                    | 300 Ingersoll Street, Ingersoll     | 1989               | Ursprünglich Zusammenschluss mehrerer Automobilhersteller an dem Werk, mit Toyota Canada und Suzuki Canada. Heute werden in diesem Werk der GMC Terrain und der Chevrolet Equinox produziert. |
| Oshawa Car Assembly                | 1000 Park Road South, Oshawa        | 1950               | In diesem Werk werden der Buick Regal, Chevrolet Camaro und Chevrolet Impala produziert. |
| General Motors Diesel              | 570 Glendale Avenue, St. Catharines |                    | In diesem Werk werden Großmotoren und Bauteile produziert. Die GM Vortec Aggregate 4.0L, 5.3L sowie das 5.7L V8 GEN III. Sowie Aluminiumblöcke und ganze Motorblöcke gegossen.                |
| Oshawa Metal                       | 900 Park Road South, Oshawa         | 1986               | Werk für Metall/Karosserieverarbeitung. |
| St. Catharines Engine/Transmission | 570 Glendale Avenue, St. Catharines | 1954               | Motoren und Getriebefertigung |

Am Standort Oshawa wird die Produktion Ende 2019 eingestellt werden.

## Händler
Aktuell verfügt General Motors of Canada über 400 Händlern. Dieses Händlernetz erstreckt sich von Küste zu Küste.

## Frühere Modelle
- Chevrolet Full Size (1967–72)
- Chevrolet Vega (1973–1974)
- Pontiac Astre (1973–1974)
- Chevrolet Monza (1975–1977)
- Oldsmobile Starfire (1975–1977)
- Pontiac Sunbird (1976–1977)
- Buick Skyhawk (1975–1977)
- Oldsmobile Cutlass (1978–1987)
- Pontiac Grand Prix (1978–1987)
- Pontiac LeMans, Grand LeMans (1978–1981)
- Oldsmobile Cutlass Ciera (1988–1991)
- Pontiac Bonneville (1982–1986)
- Chevrolet Celebrity (1987–1989)
- Chevrolet Camaro (1993–2002)
- Chevrolet CamaroZ-28 (1993–2002)
- Pontiac Firebird (1993–2002)
- Pontiac Trans Am (1993–2002)
- Chevrolet Silverado
- GMC Sierra